# Chiesa di Stella Maris (Milano Marittima)
La chiesa di Stella Maris è il principale luogo di culto cattolico di Milano Marittima, frazione di Cervia.

## Storia
Nel 1938, in seguito alle richieste di alcuni abitanti del luogo in occasione di una sua visita a Milano Marittima, Benito Mussolini assegnò un appezzamento di terreno al confine con la pineta ai frati francescani per la costruzione della chiesa di "Santa Maria della Vittoria", per celebrare la vittoria di Addis Abeba nel 1936 con cui Mussolini fondò l’impero; i frati vi edificarono una piccola cappella. Nel 1944 i francescani ottennero il possesso del terreno, di 19.580 metri quadri, al prezzo di una lira al metro quadro, dopo una trattativa con il comune, non più amministrato dal fascismo.
Tra il 1947 e il 1948 padre Giacobazzi portò a termine lavori di ampliamento della cappella, che venne dedicata non più a  Santa Maria della Vittoria ma a Maria Stella Maris. La cappella era costituita da 2 piccole stanze: nella prima c'era l'altare, nella seconda, a fianco, l'abitazione monolocale di un frate. Successivamente, a più riprese, fu impostato il convento e, sotto la spinta di Padre Geremia Ronconi, furono costruite abitazioni per i frati ed un albergo.
Nell'agosto 1956 fu posta la prima pietra della nuova chiesa, ad opera dell'architetto Carmelo Bordone. Il nuovo edificio si rendeva necessario per venire incontro alle esigenze dell'enorme espansione turistica di Milano Marittima nel secondo dopoguerra e, come molti di Cervia e del forese, si riconduceva al culto mariano, molto radicato nella tradizione popolare, con la statua della Madonna Stella Maris che, già dal 1954, veniva annualmente portata in processione fino alle rive del mare.
L'edificio si presenta come una struttura moderna e maestosa ove balza in evidenza l'elemento vetrato, sia negli ingressi, che contrassegnano l'intera ampiezza della facciata, sia nella parte retrostante l'altare. Nel progetto originale era previsto un alto campanile, nella parte retrostante la chiesa e in asse con questa, che non venne realizzato a causa di problemi finanziari.
I lavori vennero terminati definitivamente solo nel 1970, nonostante la chiesa fosse quasi ultimata già nel 1959, con l'inaugurazione del nuovo organo e poi con la consacrazione, avvenuta il 25 luglio.
Il 21 maggio 2016 la struttura subì il crollo di una porzione del tetto, venendo quindi dichiarata inagibile e chiusa al culto per l'estate 2016. I lavori si sono protratti per vari mesi e la chiesa è stata riaperta il 12 febbraio 2017.

## Descrizione

### Architettura
Di taglio maestoso e moderno, il grande edificio, come molti di Cervia e del forese, si riconduce a quel culto mariano molto radicato nella tradizione popolare.
Ad ampia navata unica, la costruzione si allarga, appena all'altezza dell'ingresso, in due cappelle simmetricamente contrapposte, dedicate rispettivamente alla Vergine e a S. Antonio da Padova. L'aula è rimarcata da cinque ampie arcate in cemento che nelle linee architettoniche sembrano dissolversi verso il cielo. Le pareti laterali e la controfacciata sono segnate superiormente da una teoria ininterrotta di finestre e dalla cantoria. La sobrietà delle linee è arricchita da 14 pannelli della Via crucis, realizzati in mogano scolpito dallo scultore Umberto Bortolo. Il presbiterio rialzato dalla navata, ospita un tabernacolo in vetro di Murano dalla croce stilizzata, opera dell'architetto Giuseppe Corazza mentre sullo sfondo delle vetrate multicromatiche dell'altare, si colloca un pregiato crocifisso ligneo, sempre opera dello scultore Bortolo.

### Organo a canne
L'organo a canne della chiesa è stato inaugurato nella primavera del 1970 ed è opera del Cav. Giuseppe Zanin e figlio Franz di Camino al Tagliamento (UD).
Lo strumento, a trasmissione integralmente elettrica, ha 2859 canne per un totale di 44 registri distribuiti fra le tre tastiere, di 61 note ciascuna, e la pedaliera concavo-radiale di 32 note. Il materiale fonico è interamente alloggiato nella cantoria in controfacciata, con mostra informale, ad eccezione della sezione Corale Espressivo, appartenente alla prima tastiera, che si trova, invece, nei pressi del presbiterio alle spalle della consolle; alla sinistra dell'altare maggiore si trova la consolle mobile indipendente. La consolle conta ben 73 placchette a bilico di cui 44 per i registri, 2 per l'accensione dei mantici (Organo grande e Organo corale), 6 per le unioni ( I-P, II-P, III-P, III-I, III-II, I-II ), 10 per le Superottave e le Subottave e 9 per gli annullatori. Troviamo anche 17 pedaletti, 6 per le unioni, 5 per le combinazioni aggiustabili generali, 4 per i Ripieni, Ance e Tiratutti; inoltre Crescendo ed espressivo per la prima tastiera corale e per la terza.
I Venerdì a Stella Maris, concerti d'organo tenuti da famosi musicisti, alternati a serate culturali, sono uno degli appuntamenti estivi che fanno di questo luogo di culto un punto d'incontro per appassionati di musica organistica e sacra.